# Géographie universelle

La Géographie universelle est le titre donné à plusieurs ensembles d'ouvrages de géographie, dont l'objectif est de dresser une description et analyse de l'ensemble du monde, avec des données à la fois physiques et humaines. Ce nom n'est toutefois pas toujours le titre exact des ensembles en question.

## Les différentes Géographies universelles

### Conrad Malte-Brun
Conrad Malte-Brun fut le premier à rédiger un Précis de la géographie universelle à partir de 1810. Sa publication, composée de 6 volumes, fut achevée après sa mort par un de ses collaborateurs, Jean Jacques Nicolas Huot. Véritable découverte du monde, cet ouvrage essayait d'affirmer cette discipline encore naissante qu'était la géographie.
En 1831 puis en 1852, furent éditées des versions de son Précis de géographie universelle complétées par ses amis et disciples : Philippe Lasnon de Larenaudiere, rédacteur des Nouvelles Annales des voyages et membre de la commission centrale de la Société de géographie, Adriano Balbi, connu par d'importants travaux statistiques et géographiques ainsi que par l'atlas ethnographique, M. J.-J. Huot, auteur de divers travaux géologiques, continuateur de la géographie physique dans l'Encyclopédie méthodique et de la Géographie universelle. Il résulte de ces améliorations que l'édition de 1852 contient la valeur de 6 volumes ordinaires de 400 pages in-8° chez l'éditeur Furne et Cie à Paris.
E. Cortambert a "revu et rectifié" l'ensemble, parution de 8 volumes vers 1856.
Théophile Lavallée a réédité une version « refondue et mise au courant de la science » de l'œuvre de Malte-Brun en mettant à jour des données. Cette nouvelle édition fut éditée à Paris par Furne et Cie entre 1855 et 1858.

### Élisée Reclus
Élisée Reclus rédige seul, en Suisse, la Nouvelle Géographie universelle, publiée à la Librairie Hachette entre 1876 et 1894,,. L'ouvrage est également illustrée par son ami cartographe Charles Perron. Sous-titré la Terre et les Hommes, l'ouvrage comprend 19 tomes, avec un 20e d'annexes statistiques. Chaque tome aborde chacun une zone géographique, le tome II étant exclusivement consacré à la France et le tome XVI aux États-Unis.
L'ensemble comprend 17 873 pages de texte et 4 290 cartes et des milliers de gravures. Chaque tome est pourvu de cartes en couleurs, de gravures en noir et blanc et d'un index des noms et lieux cités. Le manuscrit est aujourd'hui conservé à la Bibliothèque publique et universitaire de Neuchâtel.
Cette Nouvelle Géographie universelle est jugée plus neutre que les atlas publiés par des géographes plus influencés par les nationalismes divers.

### Paul Vidal de La Blache et Lucien Gallois
Paul Vidal de La Blache conçoit une Géographie universelle en répartissant le monde entre ses élèves (Pierre Denis prend en charge le tome XV, consacré à l'Amérique du Sud). Mais c'est Lucien Gallois qui applique le projet et le dirige après la mort de Vidal en 1918. La publication chez Armand Colin s'échelonne alors entre 1927 et 1948. Composé de 15 tomes régionaux (dont certains en 2 volumes, et le tome VI sur la France en trois volumes; ce qui fait un total de 23 volumes), ce nouvel ensemble est un travail de géographe universitaire alors que les œuvres de Malte-Brun et Reclus étaient avant tout celles de géographes "voyageurs". Vidal et Gallois s'entourent donc d'une équipe en laissant chaque tome sous la responsabilité d'un spécialiste de la région étudiée. Des photographies en noir et blanc remplacent les gravures.

### Quillet
Une autre Géographie universelle est publiée à la même époque que celle de Vidal et Gallois, chez Quillet, entre 1923 et 1928. Seulement composée de 4 volumes, elle rassemble avant tout des vidaliens auxquels rien n'a été confié pour le projet de Vidal malgré leur fidélité, ainsi que certains disciples de Raoul Blanchard.
Cette œuvre eut un grand succès public mais fut relativement oubliée par la suite car considérée comme mineure dans l'histoire de la pensée géographique.

### Roger Brunet et le GIP-RECLUS
À la fin des années 1980, Roger Brunet engage la rédaction d'une autre Géographie universelle au sein du GIP-RECLUS qu'il a fondé. Coéditée par Belin et le GIP-RECLUS entre 1990 et 1996, cette version est composée de 10 tomes, fruit de la collaboration d'une centaine de géographes. Bénéficiant de la photographie en couleurs et des avancées scientifiques, elle intègre de nombreuses réflexions conceptuelles, avec par exemple l'utilisation de chorèmes.